# Vladimir Belov (pianiste)
Pour les articles homonymes, voir Belov et Vladimir Belov.
Vladimir Belov (1906-1989) était un pianiste soviétique et professeur. Il était l'élève de Felix Blumenfeld.
Enseignant au conservatoire de Moscou, il était connu pour sa voix douce et son indulgence envers les étudiants, à qui il enseignait comme à un groupe (chaque étudiant venait jouer à tour de rôle au piano). Aleksandr Baltin et Edison Denisov font partie de ses élèves.
Un de ses rares titres enregistrés est disponible chez Melodia Label, il est intitulé Pupils of Felix Blumenfeld. 